# ナシ
ナシ（梨）は、バラ科ナシ属の植物、もしくは果物として食用にされるその果実のこと。
主なものとして、和なし（日本なし、Pyrus pyrifolia var. culta ）、中国なし (P. bretschneideri ) 、洋なし（西洋なし、P. communis ）の3つがあり、食用として世界中で栽培される。日本語で単に「梨」と言うと通常はこのうちの和なしを指し、本項でもこれについて説明する。他のナシ属はそれぞれの項目を参照のこと。

## 概要
ナシ（和なし、日本なし）は、日本の本州（中部以南）、四国、九州に生育する野生種ヤマナシ（ニホンヤマナシ、P. pyrifolia var. pyrifolia ）を原種とし、改良・作出された栽培品種群のことである。果物としてなじみがあり、よく知られるものに、二十世紀、長十郎、幸水、豊水、新高、あきづきなどの品種がある。
高さ15メートル (m) ほどの落葉高木であるが、栽培では棚状にして低木に仕立てられる。樹皮は灰褐色で縦に裂ける。一年枝は緑褐色で有毛ときに無毛で、短枝も多い。冬芽は鱗芽で、長卵形や円錐形で暗赤褐色をしており、7 - 10枚つく芽鱗の先が尖る。枝先には頂芽がつき側芽が枝に互生し、頂芽は側芽よりも大きい。葉は長さ12センチメートル (cm) 程の卵形で、縁に芒状の鋸歯がある。葉痕は三角形やV形で、維管束痕が3個つく。
花期は4月ごろで、葉の展開とともに5枚の白い花弁からなる花を付ける。8月下旬から11月ごろにかけて、黄褐色または黄緑色でリンゴに似た直径10 - 18 cm程度の球形の果実がなり、食用とされる。果肉は白色で、甘く果汁が多い。リンゴやカキと同様、尻の方が甘みが強く、一方で芯の部分は酸味が強いためあまり美味しくない。水気が多くてシャリシャリ、サクサクとした独特の食感がナシの特徴だが、これは石細胞と呼ばれるものによる。石細胞とは、ペントサンやリグニンという物質が果肉に蓄積することで細胞壁が厚くなったものである。洋なしは和なしよりも石細胞の量が少ないために、洋梨と和梨とでは食感に大きな差が生じる。
野生のもの（ヤマナシ）は直径が概ね2 - 3 cm程度と小さく、果肉が硬く味も酸っぱいため、あまり食用には向かない。ヤマナシは人里付近にしか自生しておらず、後述のように本来日本になかった種が、栽培されていたものが広まったと考えられている。なお、日本に原生するナシ属にはヤマナシの他にもミチノクナシ（イワテヤマナシ） (Pyrus ussuriensis var. ussuriensis) 、アオナシ（Pyrus ussuriensis var. hondoensis、和なしのうち二十世紀など果皮が黄緑色のものを総称する青梨とは異なることに注意）、マメナシ (Pyrus calleryana) がある。

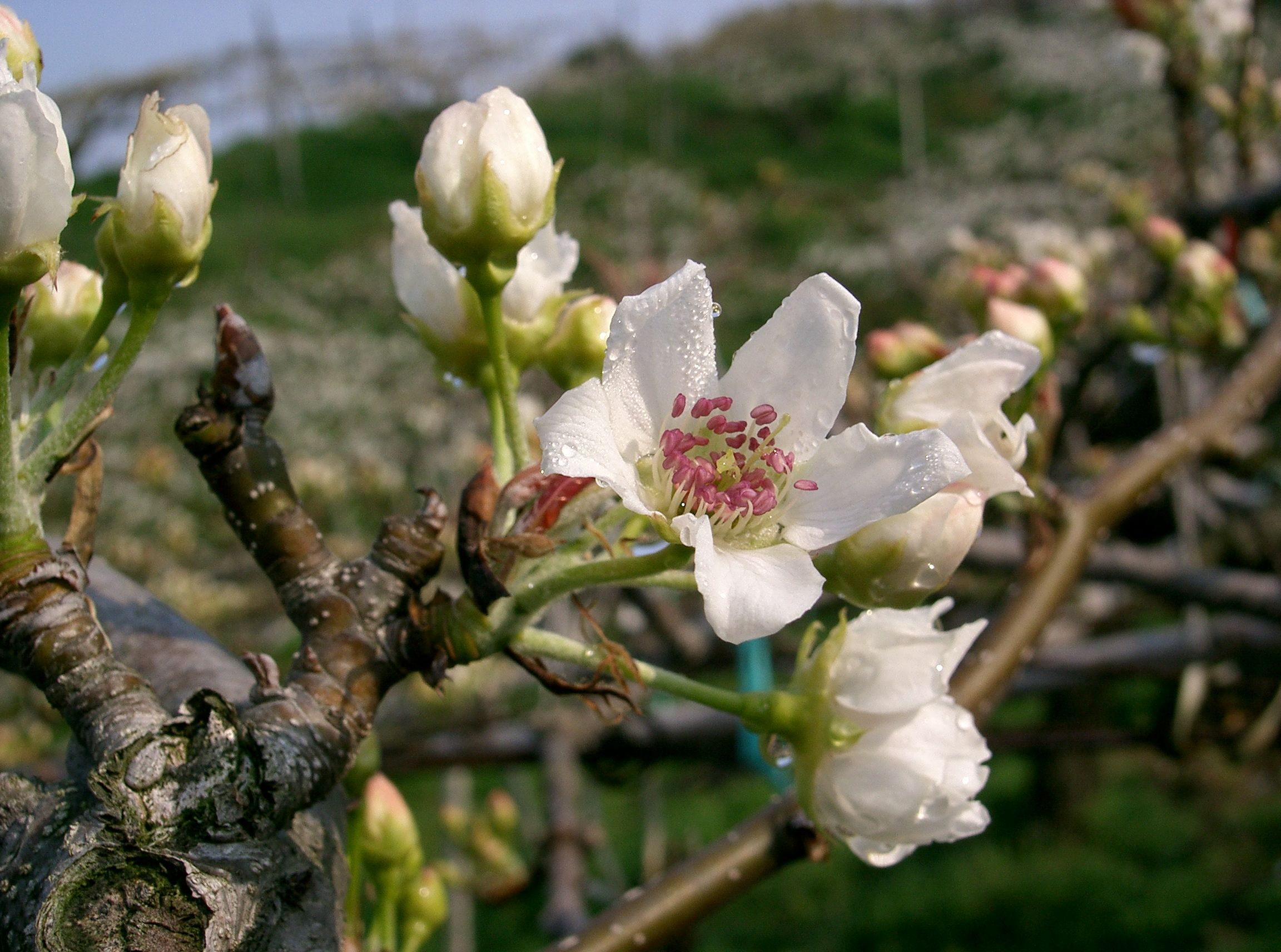
ナシの花
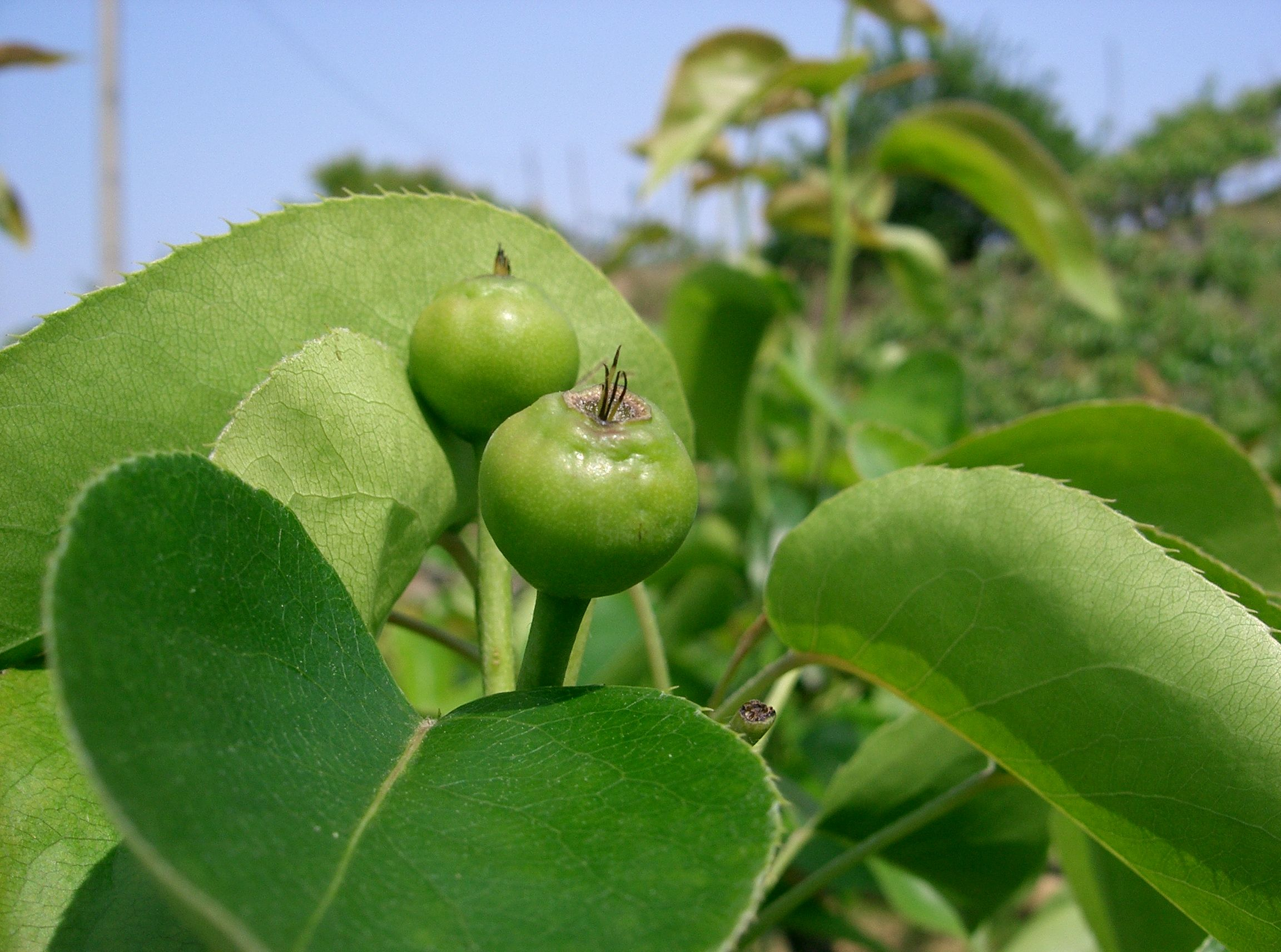
落花後の果実
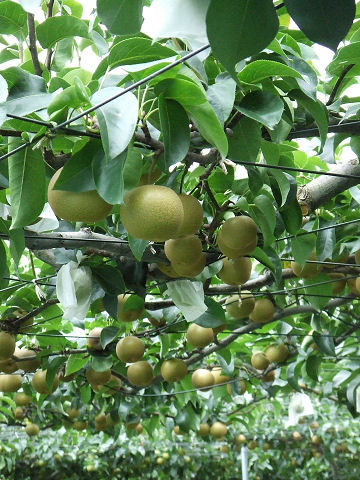
木についた状態。この後は日焼け防止の袋を被せられる

## 名前
ナシの語源には諸説ある。
- 江戸時代の学者新井白石は、中心部ほど酸味が強いことから「中酸（なす）」が転じたものと述べている。
- 果肉が白いことから「中白（なかしろ）」あるいは「色なし」
- 風があると実らないため「風なし」
- 「甘し（あまし）」
- 「性白実（ねしろみ）」
- 漢語の「梨子（らいし）」の転じたもの

また、ナシという名前は「無し」に通じることからこれを嫌って、家の庭に植えることを避けたり、「ありのみ（有りの実）」という呼称が用いられることがある（忌み言葉）。一方で「無し」という意味を用いて、盗難に遭わぬよう家の建材にナシを用いて「何も無し」、鬼門の方角にナシを植えることで「鬼門無し」などと、縁起の良さを願う利用法も存在する。
英語圏では多くの呼び名がある。
- 産地から、Asian pear, Chinese pear, Korean pear, Japanese pear
- リンゴのような形から Apple pear
- 砂のようなシャリシャリした食感から Sand pear
- 日本語の「ナシ」から Nashi pear

## 歴史
日本でナシが食べられ始めたのは弥生時代ごろとされ、登呂遺跡などから多数食用にされたとされる根拠の種子などが見つかっている。ただし、それ以前の遺跡などからは見つかっていないこと、野生のナシ（山梨）の自生地が人里周辺のみであることなどにより、アジア大陸から人の手によって持ち込まれたと考えられている。文献に初めて登場するのは『日本書紀』であり、持統天皇の693年の詔において五穀とともに「桑、苧、梨、栗、蕪菁」の栽培を奨励する記述がある。
記録上に現れるナシには巨大なものがあり、5世紀の中国の歴史書『洛陽伽藍記』には重さ10斤（約6キログラム）のナシが登場し、『和漢三才図会』には落下した実にあたって犬が死んだ逸話のある「犬殺し」というナシが記述されている。
江戸時代には栽培技術が発達し、日本で最古の梨栽培指南書 新潟市有形文化財に指定されている阿部源太夫著「梨栄造育秘鑑」では100を超す品種が果樹園で栽培されていたと記録がある。松平定信が記した『狗日記』によれば、「船橋のあたりいく。梨の木を、多く植えて、枝を繁く打曲て作りなせるなり。かく苦しくなしては花も咲かじと思ふが、枝のびやかなければ、花も実も少しとぞ。」と記載があり、現在の市川市から船橋市にかけての江戸近郊では、江戸時代後期頃には、既に梨の栽培が盛んだった事がわかっている。
明治時代には、現在の千葉県松戸市において二十世紀が、現在の神奈川県川崎市で長十郎がそれぞれ発見され、その後、長らくナシの代表格として盛んに生産されるようになる。一時期は日本の栽培面積の8割を長十郎で占めるほどであった。また、それまでは晩生種ばかりだったのだが、多くの早生種を含む優良品種が多数発見され、盛んに品種改良が行われた。
20世紀前半は、二十世紀と長十郎が生産量の大半を占めていたが、太平洋戦争後になると1959年に幸水、1965年に新水、1972年に豊水の3品種（この3品種をまとめて「三水」と呼ぶこともある）が登場し普及した。そのため、現在では長十郎の生産はかなり少なくなっている。

## 栽培
ナシの種子は乾燥に弱く、播種の際には注意を要する。発芽後は植木鉢へ移して個別に栽培し、十分に生育してから圃場へ移す。定植された苗は長さ数cmにもなる棘を付けるが、これはバラ科としての形態形質の一端である。ちなみに、この棘はナシの幼若期に特有のものであり、花芽形成が始まる頃に伸びる枝には棘がない。
ナシの花弁は通常白色、5枚の離弁が基本であるが、色や花弁数には変異がある。また、おしべは約20本、花柱は5本である。ナシは本来虫媒花であるが、自家不和合性（同じ品種間では結実しない性質）が強く、栽培される場合には経済的な理由から他品種の花粉によって人工受粉が行われる。雌蕊（めしべ）の柱頭に付着した花粉は発芽し、花粉管を伸長して胚珠に到達、重複受精を行う。果実の育成は植物ホルモンの影響を受ける為、人工的にこれを添加する事も行われる。また、結実数が多すぎる（着果過多）場合には、商品となる果実の大きさを維持する為に摘果が行われる。摘果に合わせて、幹の背面から立ち上がった陰芽を除去し、不必要な上芽をかき取る芽かきを行う。
受粉を確実にするためマルハナバチなどを養蜂もされている。

### 樹形と台木

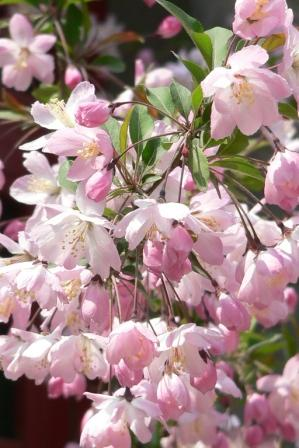
台木として使われるカイドウ類

ナシは種子植物であり、果実内には一個 - 十数個の種子が形成される。天然では鳥などにより種子が散布されるが、改良品種で種子繁殖が行われる事は稀であり、通常は接ぎ木によって増やされる。台木には和なしの他、マンシュウマメナシやチュウゴクナシ、マルバカイドウも用いられる。
また、本来ナシは高さ10メートル程になる高木だが、果樹栽培の際には台風などの風害を避けるため、十分な日照を確保するために、棚仕立て（平棚に枝を誘導し、枝を横に広げる矮性栽培方法）が用いられる。

### S因子による不親和性
| 因子型 | 品種                                                 |
| ------ | ---------------------------------------------------- |
| S1S2   | 赤穂、独逸、早玉                                     |
| S1S4   | 八雲、翠星                                           |
| S1S5   | 明月、市原早生                                       |
| S1S6   | 今村秋                                               |
| S2S3   | 長十郎、青長十郎、青竜、武蔵                         |
| S2S4   | 二十世紀、六月、早生長十郎、菊水、祇園、早生二十世紀 |
| S2S5   | 須磨、駒沢、愛宕                                     |
| S3S4   | 筑水、秋麗、なつしずく、あきづき、香麗、なつみず     |
| S3S5   | 丹沢、豊水、あけみず                                 |
| S3S9   | 新高                                                 |
| S4S5   | 早生赤、太白、幸水、新水、旭、多摩、秀玉、喜水、王秋 |
| S4S9   | 新興、新星                                           |
| S5S7   | 晩三吉                                               |

ナシは同じ品種間で結実しない（自家不和合性）だけでなく、違う品種間でも結実しない（交配不親和性）組み合わせが多い。これらはS因子という遺伝子によるもので、S1 - S9の9種類が存在する。通常の細胞には2つのS因子があり、花粉や卵細胞はそのいずれか一方を持つ。受粉時に雌蕊のS因子の一方と花粉のS因子とが一致した場合には、S因子が一致する花粉管のRNAが分解される。これは雌蕊側のS-RNase（S因子産物）の働きによるもので、結果として花粉管が伸長せずに受精に至らず、結実しないのである。
S因子型が完全に一致する場合
- 二十世紀の花（S2S4）に、祇園の花粉（S2またはS4） - 交配不能
- 祇園の花（S2S4）に、二十世紀の花粉（S2またはS4） - 交配不能

S因子の片方が一致する場合
- 二十世紀の花（S2S4）に、幸水の花粉（S4またはS5） - 交配可能
- 幸水の花（S4S5）に、二十世紀の花粉（S2またはS4） - 交配可能

S因子の両方が異なる場合
- 二十世紀の花（S2S4）に、豊水の花粉（S3またはS5） - 交配可能
- 豊水の花（S3S5）に、二十世紀の花粉（S2またはS4） - 交配可能

## 品種

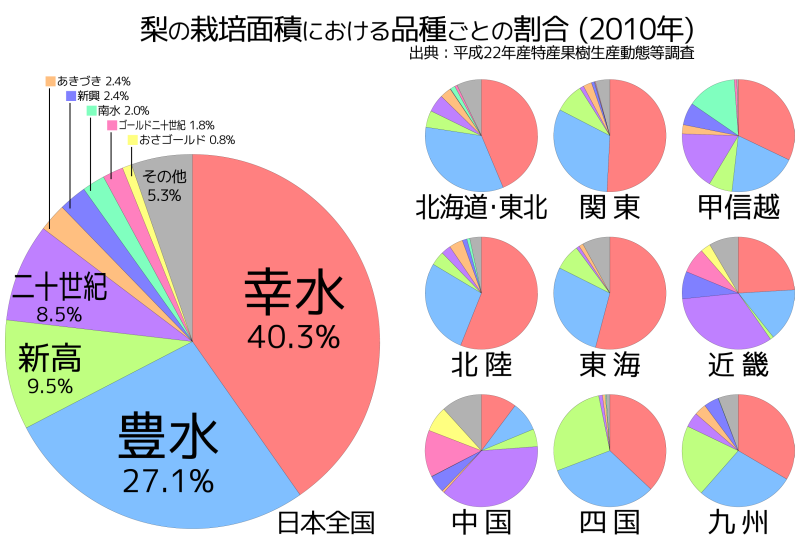
ナシの品種ごとの栽培面積
（特産果樹生産動態等調査、2010年）

ナシの栽培は古くからあったが、品種名が文献に現れるのは江戸幕府が行った特産品調査（1735年）である。当時既に150もの品種が記録されている。品種改良は20世紀初め頃から行われるようになった。2020年現在では幸水、豊水への寡占化が進み、両種だけで収穫量の65％を占める。その他の品種を含めても、現在栽培されるのはいずれも19世紀後半 - 21世紀前半に発見あるいは交配された品種である。
ナシの品種は、果皮の色から黄褐色の赤梨系と、淡黄緑色の青梨系に分けられる。多くの品種は赤梨系で、青梨系の品種は二十世紀、八雲、菊水、新世紀、秋麗、瑞秋（二十一世紀梨）など少数である。この色の違いは、果皮のコルク層によるもので、青梨系の果皮はクチクラ層に覆われており黄緑色となるが、赤梨系の品種では初夏にコルク層が発達し褐色となる。
和梨と洋梨を問わず、ナシの品種は、果皮の色から大きく４つに分けられる。幸水梨などの赤茶色系のラセットタイプ（Russet pear）、リンゴのように赤い赤色系のレッドタイプ（Red pear）、中国梨のように黄色い黄色系のイエロータイプ（Yellow pear）、二十世紀梨などの青色系のグリーンタイプ（Green pear）などがある。レッドタイプとイエロータイプの中間種でピンクタイプなども存在する。

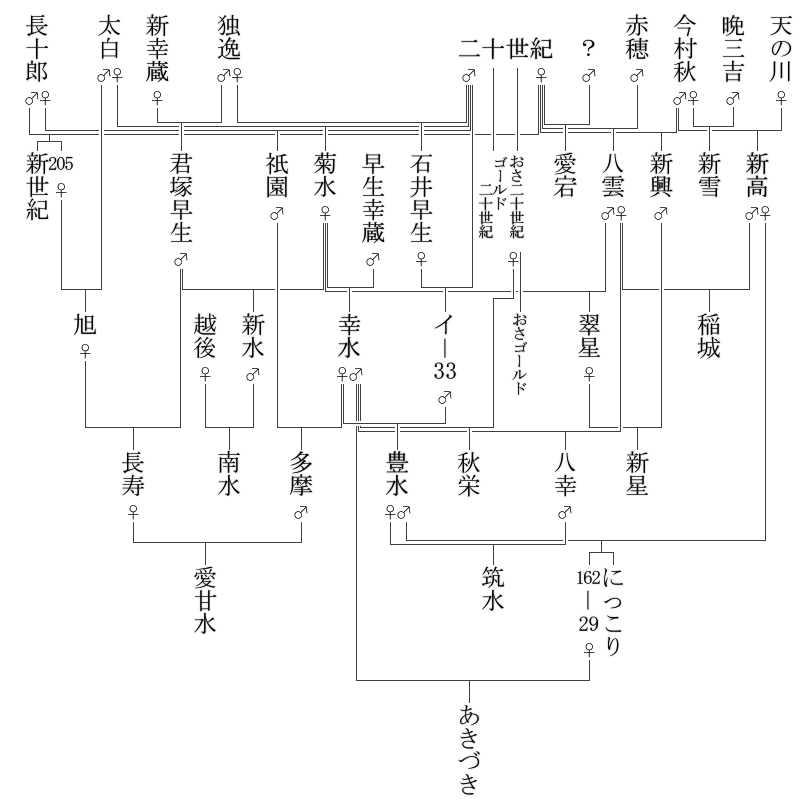
ナシの主要品種の系統図

### 幸水

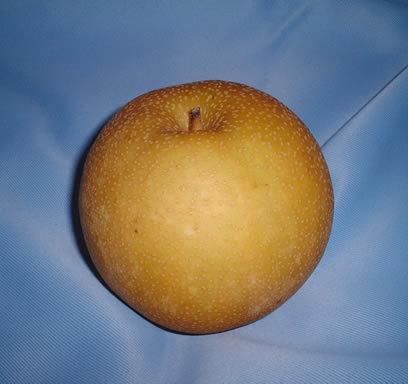
幸水

幸水（こうすい）は赤梨系の早生種で、和なし生産の39%を占める最も生産量の多い品種である。なし農林3号。
農研機構（旧園芸試験場）が1941年に菊水に早生幸蔵を掛け合わせて作り、1959年に命名・発表された。早生種の中でも特に収穫時期が早く、8月中旬から下旬である。ただし、収穫時期が短い。赤梨系だが中間色（中間赤梨）と言い、若干黄緑色の地色が出る。酸味は少なく糖度が高い。果肉は柔らかく果汁も多い。早生種としては平均的な方だが、日持ちが短い。

### 豊水
豊水（ほうすい）は赤梨系の中生種で、和なし生産の26%を占める生産量第2位の品種である。なし農林8号。
農研機構（旧果樹試験場）によって1954年に作られ、1972年に命名された。糖度が高いが、ほどよく酸味もある濃厚な味が特徴。300 - 400 gと幸水よりやや大きめで、果汁が多い。また、日持ちも幸水よりは長い。長らくリ-14号と八雲の交配種とされていたが、2003年に農研機構のDNA型鑑定によって幸水とイ-33の交配種であると発表された。

### 新高

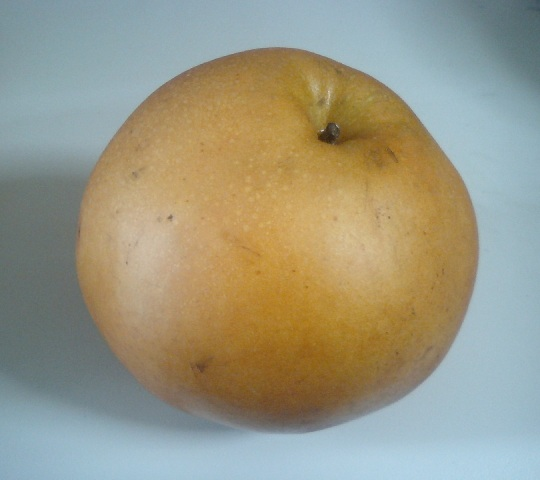
新高

新高（にいたか）は赤梨系の晩生種で、和なし生産の9%を占める生産量第3位の品種である。
菊地秋雄が東京府立園芸学校の玉川果樹園で天の川と長十郎を交配させて作った品種で、1927年に命名された。名前の由来は当時日本で一番高い山であった台湾の新高山（玉山）より。当時の命名基準では国内の地名を用いることになっており、優れた品種であることから、日本で一番高い山の名称を用いたという。収穫時期は、10月中旬から11月中旬。500グラム - 1キログラム程度の大型の品種で、果汁が多く、歯ごたえのある食感で、味は酸味が薄く甘い。洋なしほどではないが芳香もある。比較的日持ちが良い。

### あきづき
あきづきは赤梨系の中生種で、和なし生産の6％を占める生産量第4位の品種である。なし農林19号。
162-29（新高と豊水の交配種）に幸水を掛け合わせ、2001年に品種登録された。名前は収穫期が秋であることと、豊円形の果実を月に見立てて命名された。500グラム程度の大玉で、収穫時期は9月頭から10月上旬。糖度は12度程度と豊水と同等だが、酸味がほとんどないため非常に甘く感じる。果肉は柔らかいが適度なシャリ感もある。生産者視点でも黒班病に対する抵抗性や、豊水の後に出荷できるなどのメリットが多く、近年全国的に生産量が急増している。

### 二十世紀

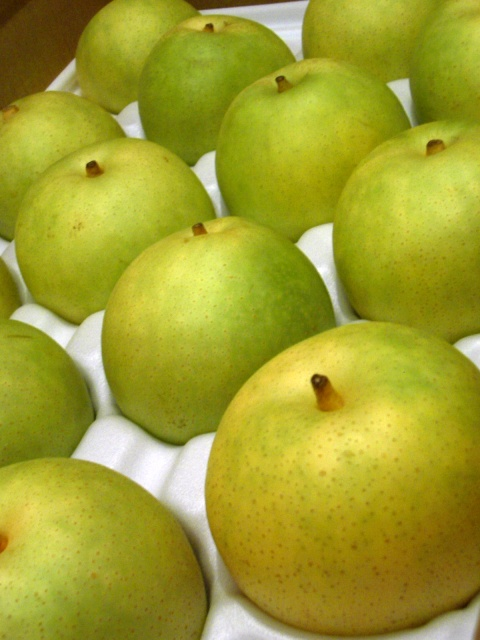
二十世紀

二十世紀（にじっせいき）は青梨系の中生種で、和なし生産の5%を占める生産量第5位の品種である。また、鳥取県産なしの8割を占める。300g前後の中玉。
青梨系の代表品種で、一般的な唯一の青梨。1888年に千葉県大橋村（現在の松戸市）で、当時13歳の松戸覚之助が、親類宅のゴミ捨て場に生えていたものを発見、移植して育てた。覚之助はこれを「新太白」と名付けたが、実がなった1898年に渡瀬寅次郎によって、来たる新世紀（20世紀）における代表的品種になるであろうとの観測と願望を込めて新たに命名された。その後、1904年に北脇永治によって鳥取県に導入され、鳥取県の特産品となった。同県倉吉市には専門のミュージアム「鳥取二十世紀梨記念館 なしっこ館」（倉吉パークスクエア内）があり、花は鳥取県の県花に指定されている。
発祥の地は後に「二十世紀が丘梨元町」と名付けられ、覚之助の業績を記念しているが、発祥の松戸市を含む関東地方では幸水や豊水が主で、現在殆ど栽培されなくなっている。二十世紀梨の原木は1935年（昭和10年）に国の天然記念物に指定されたが、1947年（昭和22年）に枯死しており、原木の一部が松戸市立博物館に展示されている（松戸市指定有形文化財）。松戸市の二十世紀が丘梨元町にある二十世紀公園には二十世紀梨誕生の地の碑がある（松戸市指定文化財）。
果皮は黄緑色、甘みと酸味のバランスが良いすっきりした味わいで、果汁が多い。収穫時期が比較的遅く、（水分の多い）梨の需要が見込まれる夏・初秋に収穫できないのが欠点でもある。自家受粉が出来ない（これは二十世紀に限らず）、黒斑病に非常に弱いといった欠点を改良した品種もある（後述）。

### その他の品種（赤梨系）
新興（しんこう）
1941年、新潟県農事試験場で二十世紀と今村秋を掛け合わせて作られた。やや大きめの品種で収穫時期は10月上旬から下旬。赤梨ながら青梨の性質を兼ね備えるのが特徴で、シャリシャリした歯ざわりがあり、遅くに収穫したものなら常温でも年を越せるなど日持ちが抜群に良い。果汁が多く、味は二十世紀の酸味を弱めた感じである。長らく和なし生産量第5位の品種であったが、幸水・豊水への寡占化やあきづきの躍進により、近年の生産量は減少傾向にある。
南水（なんすい）
長野県で新水と越後を掛け合わせて作られた赤梨系の中生種。350 - 500 g程度の大玉で、糖度が15度と甘みが強い。長野県での生産が9割ほどを占める。長野県飯田市を中心とする南信州地域では大正時代から梨栽培に取り組み、「南水」は20年近い歳月を経て誕生し、平成2年に長野県が品種登録した。名前は、「南信州の清涼さと南アルプスの崇高さ」をイメージしてつけられた。
果皮は黄褐色。果肉は雪白色に近く、サクサクとした心地よい歯触りで果汁も多い。糖度も極めて高く、中心部の酸味も少ない。貯蔵性にすぐれ、収穫期から常温で1か月、冷蔵で3か月、氷蔵で6か月間の貯蔵が可能。
南水の収穫は9月下旬から10月上旬。栽培が難しい品種のため、高い技術レベルが必要。
長十郎（ちょうじゅうろう）
1893年に神奈川県橘樹郡大師河原村出来野（現在の川崎市川崎区日ノ出）で当麻辰次郎（当麻長十郎）が発見した。赤梨系の中生種。かつては和なしを代表する主要品種であったが現在はあまり生産されていない。耐寒性に強いため東北地方の青森県、宮城県、秋田県の一部に産地が残る程度である。本来は十分に甘いが、収量を上げるために糖度を下げていることが多い。肉質は硬く、やや劣る。受粉用の花粉採取のためによく使われている。
愛宕（あたご）
赤梨系の晩生種。岡山県を中心に大分県、愛知県、鳥取県など西日本で生産が盛ん。1 - 1.5キログラムと非常に大きく、日持ちが良い。
晩三吉（おくさんきち）
10月下旬から11月上旬に収穫される晩生種で、貯蔵性に優れ翌年3月頃まで出回る。平均700gほどの大玉の品種で、やや酸味が強く、さっぱりした甘味がある。全国各地で生産される。「ばんさんきち」とも呼ばれるが、「おくさんきち」が正しい呼び方。
多摩（たま）
祇園と豊水を掛け合わせて作られた、赤梨系の早生種。名前通り、「多摩川梨」の代表的な品種として神奈川県で生産が盛んであり、生産量の8割以上を神奈川県産で占める。
新水（しんすい）
君塚早生に菊水を掛け合わせた、赤梨系の早生種。なし農林4号。8月上旬から収穫されるが、病虫害への脆弱性や生育の悪さなどから生産量は少なく、石川県や兵庫県で少量生産される。
雲井（くもい）
1939年に石井早生と八雲の交配により作出され、1955年に「なし農林1号」として登録された。花粉はほとんどない。果皮は中間色（緑色の地に薄く茶色がかったような色）。東京周辺では8月中旬に熟し、果実は300グラム程度と平均的な大きさである。肉質はよいものの糖度が低く、幸水と競合することなどから現在ではほとんど栽培されていない。
彩玉（さいぎょく）
埼玉県農林総合研究センター園芸研究所（現：埼玉県農業技術研究センター久喜試験場）で開発された。1984年に新高と豊水を交配して選抜を重ねて育成し、2005年2月に農林水産省に品種登録された。
果実が550グラム以上と大きく、糖度13度から14度の甘い品種で、品種保護のため埼玉県でしか栽培が許可されていないため、市場に流通する量は少ない。
稲城（いなぎ）
早生ではあるが大玉で果汁が多く、さわやかな甘みがある品種。東京都稲城市のナシ生産農家が努力を重ねて育成した品種で、稲城市、日野市、府中市、国立市など多摩地域で栽培されている。地元の直売で非常に人気が高く、市場には出回っていない。
新甘泉（しんかんせん）
「筑水」に「おさ二十世紀」を交配して育成されたもので、2008年に品種登録された。やや早生種で、育成地の鳥取県北栄町では8月下旬に成熟する。甘味はかなり高く、酸味は中程度で果汁が多い。
にっこり
栃木県農業試験場が、1984年に「新高」に「豊水」を交配して育成し1996年8月に品種登録した晩生種である。名称の由来は国際的観光地の日光と梨の音読み「リ」から。
約800 gと果実は大きく、重さが1.3 kgくらいになるものもある超大玉種。果肉は柔らかく、糖度が高く、酸味が少なく、果汁が多い。収穫時期は10月中旬から11月中旬まで。貯蔵性が良く、涼しいところで約2か月間保存可能。中華圏では大きく濃い黄色をした特徴が風水信仰に合致し、縁起物の贈答品として珍重されている。香港での販売名は「スマイリングピア」（微笑み梨）である。2010年より栃木県以外でも栽培できるようになった。
きらり
栃木県農業試験場が、1994年に「おさ二十世紀」に「にっこり」を交配して育成し2007年2月に品種登録した晩生種。栃木県内のみで生産されている。県内で主に育成されている幸水（7月末から8月上旬）、豊水（8月中旬から9月下旬）、にっこり（11月）の生産連続性を高めるため、同時期に収穫されるが食味に劣る新高に変わる品種として開発された。
果実はやや大きく、重さが1.0kgくらいになるものもある。果肉は柔らかく、糖度がにっこりより若干弱くさわやかな甘みで、酸味が少なく、果汁が多い。収穫時期は9月下旬から10月下旬。貯蔵性は10日程度と通常の品種に準ずる。
豊華（ゆたか）
1983年に中国梨の「紅梨」（ホンリー）に「豊水」（「新興」説もあり）を交配し、2009年3月に品種登録した晩生種。650g程度の大玉種で黒星病と黒班病の双方に対し強い抵抗性を持つ。果肉は柔らかく果汁が非常に多い。糖度14度程度と高いが適度な酸味を持つ。

### その他の品種（青梨系）

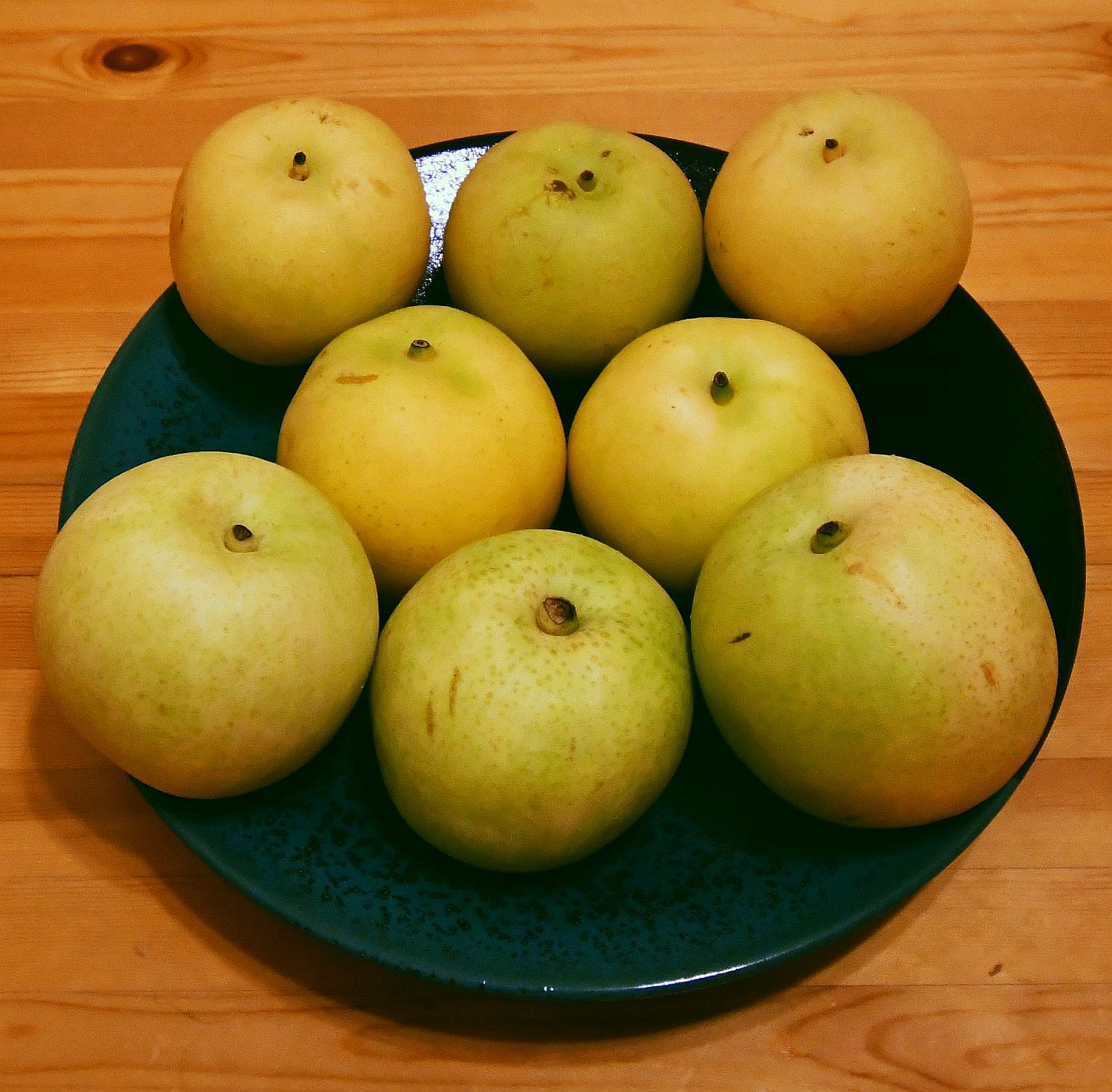
二十世紀系の様々な新品種
夏さやか（上段）＝八雲×おさ二十世紀
なつしずく（中段）＝(幸水×菊水)×筑水
真寿（下段）＝おさ二十世紀×新水

ゴールド二十世紀
二十世紀にガンマ線を照射して作られた改良品種で、黒斑病に強い。青梨系の中生種。1991年に作られ、「金のように価値がある」という意味で命名。
おさ二十世紀
突然変異によって自家受粉が可能となった二十世紀。青梨系の中生種。鳥取県泊村の梨園で発見され、園主の名前から命名。
おさゴールド
おさ二十世紀の「自家受粉ができる」、ゴールド二十世紀の「黒斑病に強い」という2つの長所を持ち合わせた品種。青梨系の中生種。農林水産省と鳥取県の共同研究によりおさ二十世紀にガンマ線を照射して開発された。
菊水（きくすい）
二十世紀に太白を掛け合わせた青梨系の中生種。かつては代表的な青梨系の品種であったが、現在は少なくなった。三水（幸水、新水、豊水）などの優良品種を数多く生み出した。やや酸味はあるが糖度は高い。
かおり
1953年に神奈川県農業技術研究所において新興と幸水を掛け合わせて育成した中生種。なし平塚16号。交配親はどちらも赤梨だが隔世遺伝で青梨になった。非常に多汁かつ程よい甘みで酸味は少ない。また、その名の通りリンゴのような強い芳香がある。栽培が難しく落果しやすいなどの欠点から系統適応性検定試験で不合格とされるが、食味が抜群に良いことから試作の苗木が生き残り、高級ナシとして千葉県や神奈川県でわずかに栽培される。
秋麗（しゅうれい）
1982年に農林水産省果樹試験場（現：農業・食品産業技術総合研究機構果樹研究所）において、赤梨の幸水に赤梨の筑水の花粉を交雑して育成した、実生から選抜した中生の青梨品種である。2000年10月25日付けで農研機構から『秋麗』と命名され『なし農林21号』として、農林水産省に登録・公表された。
皮は洋なしに似て、褐色と黄緑のまだら模様があり、見た目は悪く栽培に手間がかかるため、公表された時は栽培農家が増えなかったが、香りが良く、糖度は13度前後と強い甘味があり、酸味はほとんど感じない。熊本県が主な生産地である。
なつひめ
「筑水」と「おさ二十世紀」を掛け合わせて作られた、青梨系の中生種。青梨としては甘みが強く、酸味が少ない。鳥取県では明治時代から二十世紀を中心に栽培されており、ほぼ県下全域へ梨栽培が広がっている。「なつひめ」は鳥取県園芸試験場が平成元年から平成2年に交配した2万本の実生群の中から選抜して誕生した梨新品種群の中の1品種。平成19年に品種登録した高品質な青梨。苗木は鳥取県内向けにしか流通しておらず、鳥取県オリジナルブランド梨として栽培が広まっている。

## 日本における産地

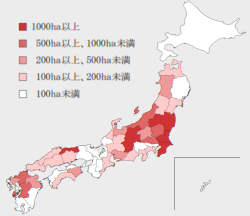
ナシの都道府県ごとの栽培面積
（特産果樹生産動態等調査、2004年）

ナシは日本各地、北海道南部（但し、北部でも栽培収穫の例がある）から鹿児島県まで広く栽培されており、31都府県で累年統計をとっている。そのため、主産県でも収穫量におけるシェアはそれほど高くなく、上位10県合計でも全体の7割弱である。産地は東日本と九州地方に集中しており、特に関東地方で半数を超える。土壌は火山灰土、砂地などが栽培適地となっているほか、風害の影響を受けやすいため、盆地や山間の扇状地に産地が発達している。
なお、主要産地の地方自治体ではナシの大敵である赤星病対策として、ビャクシン類の植栽を規制する条例を設けているところが多い。

### 生産上位県
2018年の各県の和梨収穫量は、1位から順に、千葉県、茨城県、栃木県、福島県、鳥取県、長野県だった。これらの県の収穫量はそれぞれ1万トンを超え、千葉県の収穫量は3万400トン（13％）だった。
- 千葉県 - 江戸時代から続く和梨産地で、古くは長十郎などを特産。また、幸水と豊水の人気が出てからは2004年より和梨生産量、収穫量、栽培面積、いずれも1位である[36]。
主な産地：白井市[37]、市川市[38]、鎌ケ谷市[39]、船橋市[40]、松戸市[41]、柏市[42]、八千代市[43]、市原市[44]、香取市[45]、いすみ市[46]、一宮町[47]。
- 茨城県 - 千葉県と比較して市場出荷の比率が高い。幸水収穫量第2位、豊水収穫量1～2位。
主な産地：筑西市[48]、下妻市[49]、八千代町、石岡市、小美玉市、かすみがうら市、土浦市。
- 栃木県 - 県独自ブランドの「にっこり」が知られる。
主な産地：宇都宮市[50]、芳賀町、大田原市、那須烏山市、小山市、鹿沼市、佐野市。
- 福島県 - 福島市の収穫量が圧倒的に多く、ブランド梨の萱場梨が知られる。ほかに須賀川市、相馬市（磯部梨）、郡山市（磐梯熱海梨）、いわき市（サンシャインいわき梨）などに産地がある[51]。自治体単位では福島市が日本一の収穫量を誇り、萱場地区は日本一の梨密集産地となっている[52]。幸水、豊水のほか、「あきづき」の産地となっている。
主な産地：福島市、須賀川市、相馬市、いわき市、郡山市。
- 鳥取県 - 2001年までは長らく第1位であった。今日では豊水や幸水などの赤梨の方が市場人気が高いのと二十世紀梨は栽培が比較的難しいため、生産農家が減少したためである。二十世紀収穫量第1位。二十世紀の全国シェアは53%。また、県内の和なし収穫量のうち79%が二十世紀だったが、幸水や豊水、県独自の品種、「新甘泉」など赤梨の比率も増加したため、今日では青梨の比率は減少している。
主な産地：湯梨浜町、鳥取市、八頭町、倉吉市、琴浦町、大山町。
- 長野県 - 青梨の生産は鳥取県に次いで多く、飯田地区で盛ん。「新水」を親に持つ県独自ブランドの「南水」が知られる。
主な産地：飯田市、松川町、高森町、塩尻市、下條村、豊丘村。

### その他都府県

#### 東北地方
- 青森県
  - 南部町など
- 宮城県 - 利府や蔵王は古くから長十郎の産地として知られる[53][54]。
  - 蔵王町、利府町、角田市など。
- 秋田県
  - 男鹿市、潟上市など
- 山形県 - 庄内地方の刈屋梨が知られる[55]。
  - 酒田市など。

#### 関東地方
- 群馬県
  - 高崎市、前橋市、明和町など。大島梨も参照。
- 埼玉県 - 収穫量第7～11位。近代以降から主産地となり、歴史的経緯などから伝統的な産地が多い。
  - 主産地は久喜市、蓮田市、東松山市、白岡市、加須市、神川町、上里町、桶川市、鴻巣市など。
- 東京都 - 稲城の梨が知られる。古くは稲城市以外にも日野市、小平市、東村山市などに梨畑が展開しており、多摩川梨や多摩湖梨と呼ばれ、数千トンを収穫する一大産地であった。宅地化や都市化に伴う農器具の制限、他産地との競争などで規模が縮小しており、収穫量も全国中位ぐらいである。
  - 稲城市など。
- 神奈川県 - 川崎、横浜の内陸部や相模野台地に産地が展開するが、直売所販売、観光農園が主で、市場出荷は行っていない。川崎は「多摩川梨」、横浜は「はま梨」としてブランド化を進めている。
  - 川崎市麻生区・多摩区、横浜市緑区・青葉区・藤沢市・伊勢原市など。

#### 中部地方
- 新潟県 - 和梨（主に「新高」「幸水」）和梨収穫量第7～10位。
  - 主産地は新潟市南区・江南区、三条市、加茂市、燕市など。
- 富山県 - 富山市・呉羽丘陵の呉羽梨がブランド品として知られる。
  - 富山市（呉羽梨）[56]など。
- 石川県
  - 加賀市、金沢市、白山市など。
- 福井県
  - あわら市、坂井市など。
- 山梨県
  - 甲府市
- 岐阜県
  - 美濃加茂市、大垣市など。
- 静岡県
  - 富士市、浜松市など。
- 愛知県 - 収穫量11～12位。
  - 安城市、豊橋市、豊田市、西尾市、みよし市など。

#### 近畿地方
- 三重県 - 雲出川河口部にある津市香良洲町は全国に先駆け、ハウス梨栽培に取り組んだ産地。
  - 津市など。
- 京都府 - 京丹後市の久美浜付近の京たんご梨が名高い[57]。
  - 京丹後市
- 兵庫県 - 香住は二十世紀の産地。
  - 神戸市、香美町など。
- 奈良県 - 大淀町は県下一番の二十世紀梨の出荷高を誇る[58]。
  - 大淀町
- 和歌山県
  - 紀の川市

#### 中国・四国地方
- 島根県 - 二十世紀梨が中心。
  - 安来市など。
- 広島県 - 世羅梨が知られる。[59]
  - 世羅町など。
- 山口県 - 鳥取県、長野県に次ぐ青梨産地。
  - 下関市、美祢市
- 徳島県 - 関西への出荷が多い。
  - 鳴門市、松茂町（阿波おど梨）など。
- 香川県 - 豊浜にはホーナンの梨と呼ばれる産地がある。
  - 観音寺市など。
- 高知県 - 新高発祥地。風害対策のため、梨畑には防風林が発達している。
  - 高知市、佐川町など。

#### 九州地方
- 福岡県 - 和梨収穫量第7～10位。
  - 朝倉市、筑後市、八女市、うきは市、筑前町、広川町など。
- 佐賀県 - 伊万里市は全国有数の産地。
  - 伊万里市[60]、唐津市など。
- 長崎県
  - 南島原市など。
- 熊本県 - 和梨収穫量第7～12位。県が台風の通り道に位置するため風害の影響を受けやすく、収穫量は上下しやすい。主産地は荒尾市（新高で知られる）[61]
  - 荒尾市、玉東町、熊本市、氷川町、宇城市、錦町、球磨村など。
- 大分県 - 和梨収穫量第8～12位。日田市は自治体単位で全国有数の生産高で、日田梨をブランド化している。[62]
  - 日田市、由布市、中津市など。

### 収穫量
和なし収穫量上位10県における、和梨合計と主要品種の収穫量・シェアを以下に示す。（出典：農林水産省統計情報、2006年）
|          | 和なし合計 | 和なし合計 | 幸水     | 幸水   | 豊水     | 豊水   | 二十世紀 | 二十世紀 | 新高     | 新高 |
| 収穫量   | シェア     | 収穫量     | シェア   | 収穫量 | シェア   | 収穫量 | シェア   | 収穫量   | シェア   |      |
| -------- | ---------- | ---------- | -------- | ------ | -------- | ------ | -------- | -------- | -------- | ---- |
| 全国合計 | 290,900 t  |            | 98,300 t |        | 87,300 t |        | 39,000 t |          | 32,300 t |      |
| 千葉県   | 34,900 t   | 12%        | 14,500 t | 15%    | 12,300 t | 14%    | 217 t    | 1%       | 6,000 t  | 19%  |
| 茨城県   | 29,200 t   | 10%        | 12,600 t | 13%    | 12,600 t | 14%    | 15 t     | 0%       | 3,000 t  | 9%   |
| 鳥取県   | 23,400 t   | 8%         | 778 t    | 1%     | 1,480 t  | 2%     | 18,400 t | 47%      | 360 t    | 1%   |
| 福島県   | 22,300 t   | 8%         | 9,000 t  | 9%     | 8,390 t  | 10%    | 2,620 t  | 7%       | 1,220 t  | 4%   |
| 長野県   | 19,400 t   | 7%         | 5,410 t  | 6%     | 4,500 t  | 5%     | 4,970 t  | 13%      | 201 t    | 1%   |
| 栃木県   | 19,200 t   | 7%         | 7,270 t  | 7%     | 8,710 t  | 10%    | 2 t      | 0%       | 1,380 t  | 4%   |
| 新潟県   | 15,500 t   | 5%         | 3,370 t  | 3%     | 2,480 t  | 3%     | 2,290 t  | 6%       | 3,130 t  | 10%  |
| 埼玉県   | 11,900 t   | 4%         | 6,600 t  | 7%     | 3,620 t  | 4%     | 2 t      | 0%       | 1,180 t  | 4%   |
| 熊本県   | 11,200 t   | 4%         | 2,600 t  | 3%     | 3,380 t  | 4%     | 227 t    | 1%       | 3,840 t  | 12%  |
| 福岡県   | 10,300 t   | 4%         | 4,970 t  | 5%     | 3,570 t  | 4%     | 303 t    | 1%       | 818 t    | 3%   |

## 食用

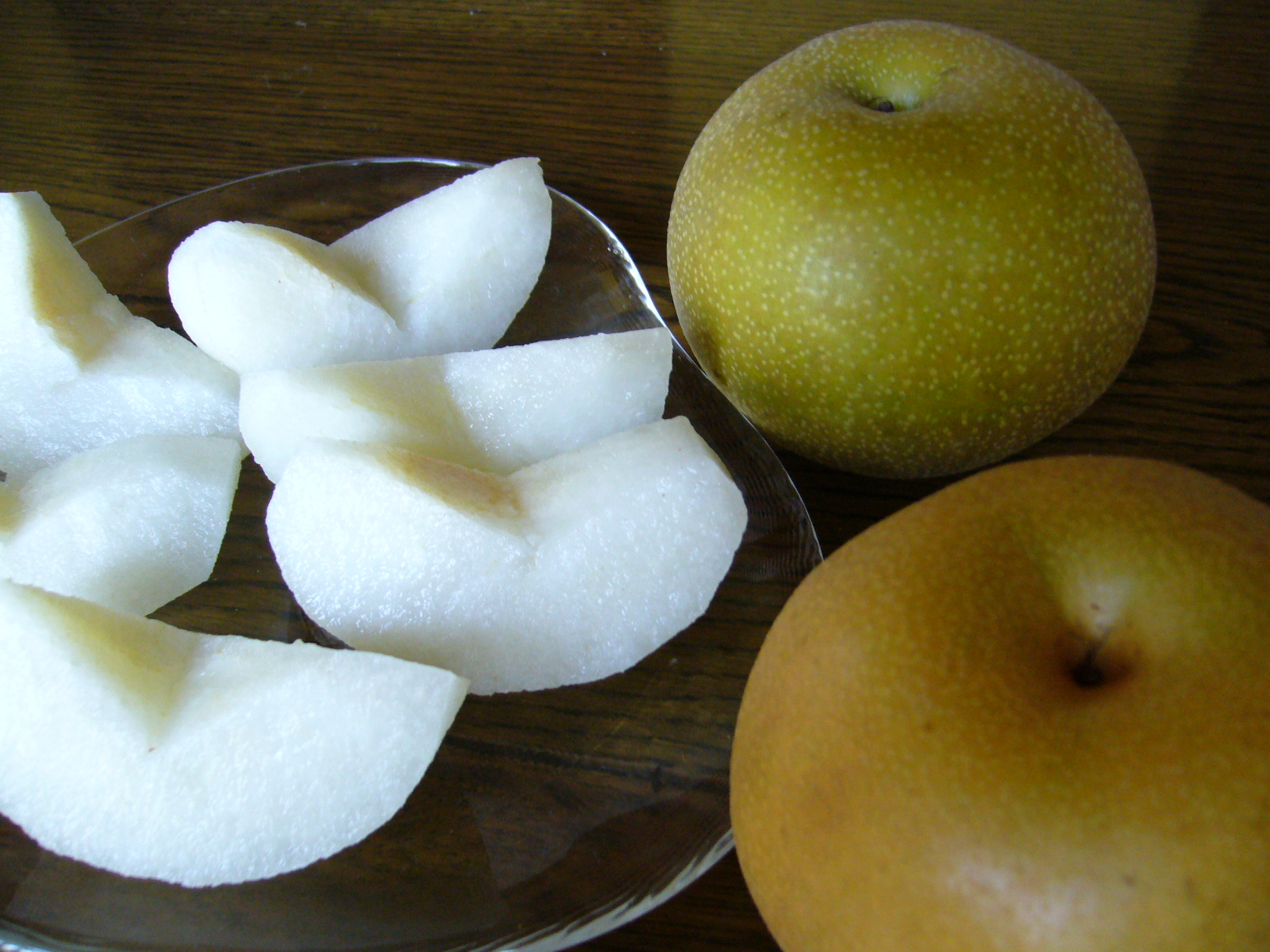
小切りされたナシ

ナシの主な利用法は食用で、調理加工に不向きな特性があるのでほぼ生食に限られる。旬の時期は、和梨が9 - 10月ごろ、洋梨は10 - 12月ごろとされる。一般的なナシの剥き方はリンゴに類似したもので、縦に8等分などして、皮を剥き中心部を取り除く方法である。また、シロップ漬けの缶詰にも利用されるが、ナシ単独の缶詰が売られていたり、それを食したりすることは稀であり、他の果物と混ぜてミックスフルーツとして販売・食用とされることが多い。シャリシャリとした独特の食感があり、これはリグニンやペントサンなど「石細胞」によりもたらされる。この細胞は、食物繊維と同じ働きがあり、整腸作用がある。なめらかな食感を持つ洋梨とは対照的であり、英語では、洋梨をバターペア（バターの梨）、日本梨をサンドペアー（砂の梨）と呼ぶ。
加工品としては清涼飲料水や、ゼリー、タルトなどの洋菓子に利用されているが、洋梨と比べるとそれらを見かける機会は少ない。料理に用いられることは冷麺の具として用いる以外ほぼないが、産地などでは梨カレーなどといったレシピも開発されている。

### 特性
ナシはポリフェノール系化合物による褐変を起こしやすい食材であり、食塩水につけるなどの方法がとられる。フルーツサラダに加える場合は食塩水に代えて他の果物の缶詰内にある果汁を使用することもできる。
ナシはタンパク質分解酵素を持っているため、生の状態ですり下ろしたものを焼肉やプルコギなどの漬け込みだれとして利用するレシピがある。

### 酒類
一大産地の千葉県鎌ケ谷市、白井市では1980年代末に梨ワイン、梨ブランデーを商品化した。このほか、千葉県いすみ市、埼玉県久喜市、秋田県男鹿市でも梨ワインが生産されている。
洋梨は、果実酒（ペアサイダー）、蒸留酒（ブランデー）などに利用されているが、和なしでの梨ワイン、梨ブランデーの生産は、現在、日本のみである。
2010年代より、二十世紀梨の産地である鳥取県や隣接する兵庫県但馬地方において、「梨のスパークリングワイン」の名称で和梨のシードル（ペアサイダー）も商品化されている。千葉県鎌ケ谷市でも2012年から、豊水を原料とするスパークリングワインが商品化された（1980年代末から商品化されている梨ワインの原料は幸水）。
和梨および洋梨の発泡酒は、酒税法第3条によると、発泡性酒類のその他の発泡性酒類に分類される。

### 成分・栄養価
糖度は11 - 14%程度で、糖分としてはショ糖、果糖、ソルビトール、ブドウ糖（多い順）を含む。酸度は0.1%程度で、リンゴ酸やクエン酸などである。
和梨・洋梨ともに果物としてはビタミンをほとんど含まず、栄養学的な価値は高くない。果物の多くがそうであるように、ナシのほとんどは水分で可食部100 gあたり88 g含まれる。食物繊維は可食部100 gあたり0.9 g含まれる。カリウム（可食部100 gあたり140 mg）は、血液中のナトリウムイオンの増加を防ぎ、高血圧予防に良い。ソルビトールは甘く冷涼感のある糖アルコールで、便秘の予防に効果がある。洋なしではこれによって追熟が起きる。アスパラギン酸はアミノ酸の一種で、疲労回復効果がある。タンパク質分解酵素プロテアーゼの働きで消化を助けたり、肉料理において肉を柔らかくしたりする効果がある。

## 文化
ナシの花を愛でて、俳句や短歌の素材として詠まれる例は少なくないといわれる。

### 梨に関する言葉
- 梨園（りえん） - 唐の玄宗の故事に由来し、歌舞伎界を意味する[67]。
- 梨尻柿頭 - ナシは尻の部分が甘く、カキは頭の部分が甘いということ。
- 梨の礫（つぶて） - 便りを出しても、先方からさっぱり音沙汰のないこと[68]。
- 梨花一枝、春雨（はるあめ）を帯ぶ - 美人が涙ぐむさま。
- 梨階層 - 北朝鮮の出身成分の「敵対階層」を、外も中も赤くないということで、庶民は(皮も身も白い)「梨」と呼ぶ[69]。

## 図柄
江戸時代に現在の岐阜県、美濃加納藩主などを務めた永井家の一族家紋として梨紋の図柄が使われた。

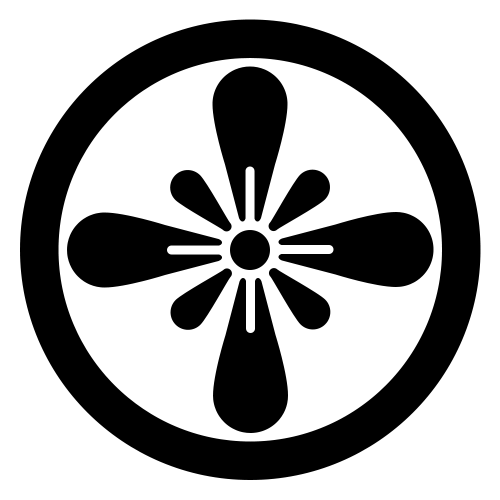
丸に梨の切り口 (梨紋)